# Pascoal Ranieri Mazzilli
Pascoal Ranieri Mazzilli, (ngày 27 tháng 4 năm 1910 - ngày 21 tháng 4 năm 1975) là một chính trị gia Brasil được bổ nhiệm làm Tổng thống tạm quyền của Brasil trong hai nhiệm kỳ ngắn, năm 1961 và 1964.

## Cuộc sống và sự nghiệp
Mazzilli sinh ra tại Caconde. Cha của ông là Domingos Mazzilli (sinh ra là Domenico Mazzilli), một người Ý từ Montemurro, Basilicata, người di cư đến Braxin năm 1892, ở tuổi 15; Mẹ của ông, Angela Liuzzi, cũng đến từ Montemurro và di cư sang Braxin vào năm 1889 khi mới 2. Khi con trai của những người nhập cư nghèo Mazzilli đã có một thời thơ ấu khiêm tốn và bắt đầu làm việc từ khi còn nhỏ.
Mazzilli vào Khoa Luật của São Paulo năm 1930 nhưng không hoàn thành nghiên cứu, làm việc ngắn gọn như là một người thu thuế ở Taubaté. Ông đã chiến đấu trong cuộc Cách mạng năm 1932, ở phía São Paulo với tư cách là một trung úy đầu tiên, nhanh chóng được thăng đội trưởng trong Tiểu đoàn 7 tháng Chín, tham gia vào trận chiến "Mặt trận Tunnel". Sau đó, năm 1932, ông bắt đầu làm phóng viên, chuyên về các vấn đề tài chính. Năm 1940, ông quyết định tiếp tục học hành, tốt nghiệp năm 1940 tại Trường Luật Niterói (Đại học liên bang Fluminense). Mazzilli là chủ tịch của Phòng Đại diện của Brasil từ năm 1958 đến năm 1965. Ông ta đảm nhiệm chức vụ Tổng thống trong hai tuần vào tháng 8 năm 1961 sau khi ông Jânio Quadros từ chức vì phó tổng thống João Goulart đã có chuyến thăm chính thức tại Trung Quốc. Goulart cũng bị ngăn cản bởi quân đội khi đảm nhận chức vụ tổng thống, sau đó được phép tiếp quản dưới chế độ nghị viện.
Cuộc đảo chính Brasil năm 1964 đã loại bỏ Goulart khỏi quyền lực vĩnh viễn. Vào ngày 1 tháng 4 năm 1964, sau khi Goulart đồn trú, Mazzilli đảm nhiệm chức vụ tổng thống trong hai tuần nữa trước khi Humberto de Alencar Castelo Branco nắm quyền thông qua các cuộc bầu cử gián tiếp.
Do tính chất chuyển tiếp của cả chính quyền và tình hình khẩn cấp đi kèm với hai điều khoản của ông, Mazzilli không bao giờ đóng một vai trò quan trọng trong chính phủ Braxin, ngoại trừ vị trí hoà giải của ông, tránh đổ máu trong quân đội đảo chánh năm 1964.